# Gornje Bukovlje
 Gornje Bukovlje  falu Horvátországban, Károlyváros megyében. Közigazgatásilag  Generalski Stolhoz tartozik.

## Fekvése
Károlyvárostól 15 km-re délnyugatra, községközpontjától 8 km-re északkeletre  a Mrežnica jobb partján fekszik.

## Története
A településnek 1857-ben 204, 1910-ben 311 lakosa volt. Trianon előtt Modrus-Fiume vármegye Vojnići járásához tartozott. 2011-ben 232 lakosa volt.

## Lakosság
| Lakosság változása | Lakosság változása | Lakosság változása | Lakosság változása | Lakosság változása | Lakosság változása | Lakosság változása | Lakosság változása | Lakosság változása | Lakosság változása | Lakosság változása | Lakosság változása | Lakosság változása | Lakosság változása | Lakosság változása | Lakosság változása |
| ------------------ | ------------------ | ------------------ | ------------------ | ------------------ | ------------------ | ------------------ | ------------------ | ------------------ | ------------------ | ------------------ | ------------------ | ------------------ | ------------------ | ------------------ | ------------------ |
| 1857               | 1869               | 1880               | 1890               | 1900               | 1910               | 1921               | 1931               | 1948               | 1953               | 1961               | 1971               | 1981               | 1991               | 2001               | 2011               |
| 204                | 297                | 271                | 279                | 295                | 311                | 334                | 391                | 461                | 469                | 498                | 429                | 389                | 339                | 267                | 232                |

## Nevezetességei
A település határában, a Mrežnica szurdokának jobb partján, a folyó jobb kanyarulatában egy téglalap alaprajzú késő ókori erődítmény állt, melyet két méter vastagságú falak és legalább két torony erősített. A fennsík legmagasabb részén egyhajós keresztény templom állt, melynek megmaradt a vakolt subseliája, catedrája és sacrariuma, melyek az ókeresztény templomok tartozékai voltak. A radiokarbon elemzés megerősítette, hogy itt kétségtelenül egy 5. századi templomról van szó.